# Lernu!
lernu! – bezpłatny wielojęzyczny portal internetowy umożliwiający poznanie i naukę międzynarodowego języka esperanto.
Na stronie można znaleźć różne narzędzia do nauki esperanta takich jak: ćwiczenia, gry, słowniki, kompleksowa gramatyka z przykładami, kursy językowe, multimedialna biblioteka z książkami, muzyką, a nawet filmikami w esperanto. Dostępne są również usługi komunikacyjne takie jak: komunikator internetowy, fora dyskusyjne oraz wiadomości o wydarzeniach esperanckich.
Strona dostępna jest w ponad 30 językach.

## Historia
Pomysł lernu! narodził się podczas pierwszego seminarium Esperanto@Interreto (E@I) w Sztokholmie (Szwecja) w kwietniu 2000 roku oraz został opracowany w październiku 2001 podczas drugiego seminarium E@I, również w Szwecji, w Uppsala. W czerwcu 2002 roku projekt dostał wsparcie z fundacji ESF, i strona powstała w sierpniu tego samego roku. Została ona publiczne uruchomiona 21.12. 2002 roku i od tamtej pory jest prowadzona przez organizację E@I z pomocą wolontariuszy oraz indywidualnych użytkowników.
29 maja 2011 liczba zarejestrowanych użytkowników lernu! osiągnęła 100 000. Miesięcznie w 2011 roku stronę odwiedzało 150 000 – 170 000 unikalnych użytkowników.

### Pomocnicy językowi i tłumacze
Dzięki pomocy dziesiątek esperantystów z różnych krajów, lernu! jest dostępne w ok. 30 językach świata (liczba ta wciąż rośnie wraz z rosnącą popularnością strony) a uczniowie mają możliwość korespondowania z pomocnikami językowymi w swoim ojczystym języku.

## Wsparcie Google
Ze względu na swoją niedochodową i edukacyjną naturę, lernu cieszy się wsparciem internetowej spółki Google, która bezpłatnie reklamuje stronę wśród wyników wyszukiwań w swojej wyszukiwarce oraz bezpłatnie wyposaża stronę lernu! w swoją wyszukiwarkę.
Ponadto witryna używa technologii Google służących np. do tworzenia statystyk dotyczących reklam.

## Wyróżnienia
W 2008 roku zarząd Światowego Związku Esperantystów (Universala Esperanto-Asocio, UEA) uhonorował działalność lernu.net (i edukado.net) dyplomem za wybitne osiągnięcia (Diplomo pri Elstara Agado).